# 吉岡安直
吉岡 安直（よしおか やすなお、明治23年（1890年）11月1日 - 昭和22年（1947年）11月30日）は、日本の陸軍軍人。最終階級は陸軍中将。

## 経歴
農業・川内清作の五男として大分県に生れ、佐賀県の貿易商・吉岡又吉の養子となる。中津中学校、第五高等学校中退、士官候補生を経て、1913年（大正2年）5月、陸軍士官学校（25期）を卒業。同年12月、歩兵少尉に任官した。陸士生徒隊付などを経て、1925年（大正14年）11月、陸軍大学校（37期）を卒業し歩兵第45連隊中隊長となる。
1927年（昭和2年）2月、参謀本部付勤務（庶務課）となり、参謀本部員、支那駐屯軍参謀、歩兵第45連隊大隊長、第8師団参謀などを歴任し、1932年（昭和7年）12月、関東軍参謀となり、翌年8月、歩兵中佐に昇進。1934年（昭和9年）8月、陸士教官へ異動した。

### 皇帝御用掛

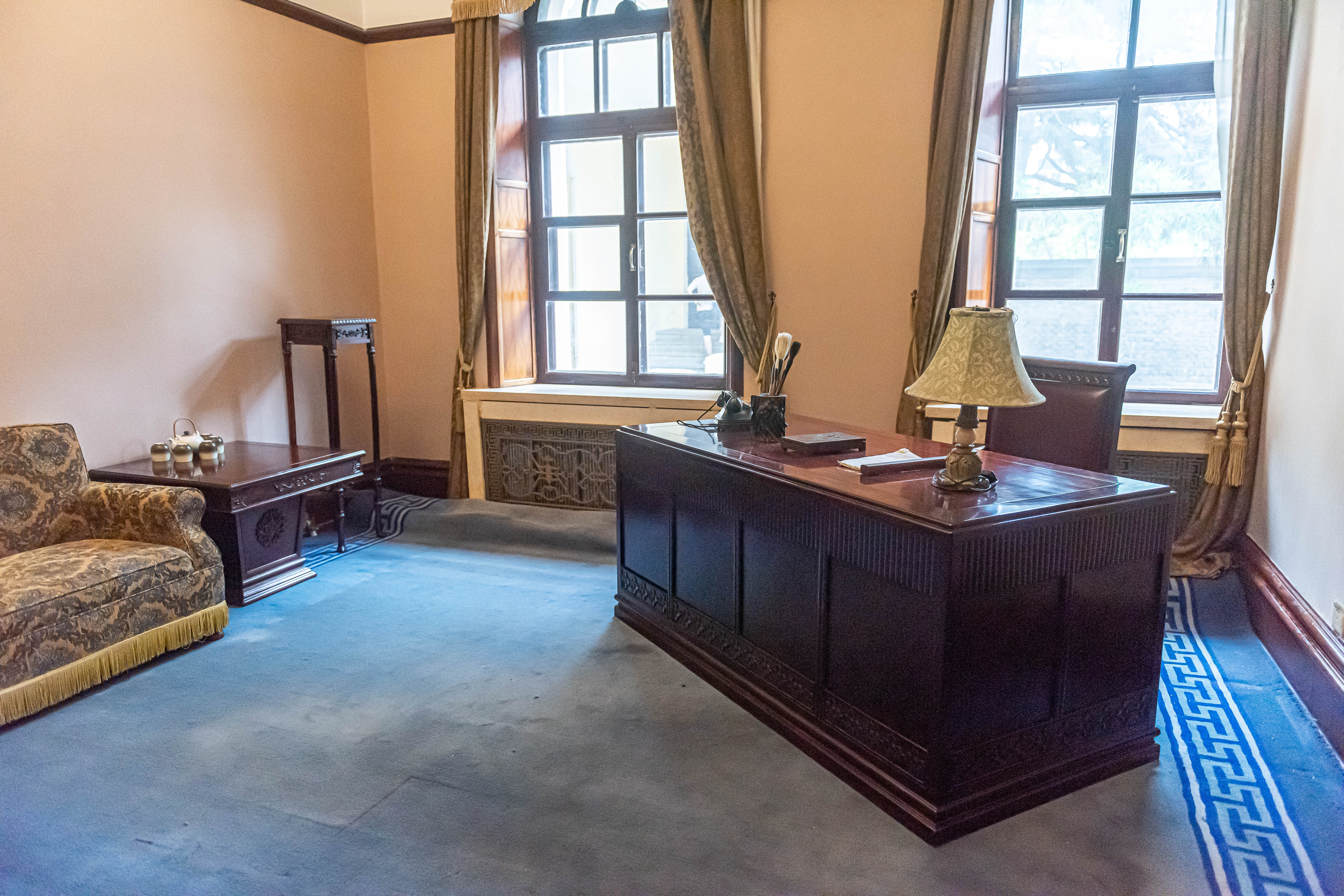
吉岡の事務室

1932年3月の満洲国建国後の1935年（昭和10年）3月に皇帝・愛新覚羅溥儀の御用掛（関東軍司令部付）となり同国の首都・新京に赴任。その後、日本の駐満洲国大使館附武官などを兼務しながら同職を務める。第二次世界大戦勃発後1942年（昭和17年）12月に陸軍中将となり正三位勲一等を授与される。
1945年（昭和20年）8月8日にソ連軍がソ満国境を越えて満洲国に侵攻した際に、溥儀ら満洲国首脳とともに新京を放棄して朝鮮にほど近い通化省臨江県の大栗子に避難していたが、8月15日に日本が連合国に降伏したことに伴い8月18日に溥儀が大栗子で満州国解体と皇帝の退位を宣言したため、吉岡も全ての職位を失うこととなった。
その後、溥儀らとともにソ連軍に捕まることを避けて日本へ逃亡する途中、奉天の飛行場でソ連軍に捕らえられた。その後ソ連領内に移送され、ソ連当局からスパイ行為などの容疑を掛けられて尋問を受けた。

### 死去と名誉回復
1947年（昭和22年）にモスクワの病院で死去。墓はモスクワ市内のドンスコイ修道院内の日本人墓地にある。
ソ連崩壊後の1994年（平成6年）、ロシア連邦政府は、吉岡が当時ソ連に対するスパイ活動を行っていたという形跡は確認されず、拘留は不当なものであったと認めて名誉回復を行った。

## 評価
- 満洲国で皇帝溥儀の御用掛として勤務していた頃は、関東軍と満洲国の連絡係的存在であることをいいことに、当時満州国の事実上の宗主であった関東軍の威を借り、溥儀ら満州国皇族を意のままに操ろうと企む黒幕的存在の一人と言われた。[要出典]実際に溥儀自身が、極東国際軍事裁判での証言[要出典]に加え、1964年に中華人民共和国で出版された回顧録「わが半生」（日本語訳・ちくま文庫上・下）などで、吉岡の満洲国時代における言動を批判していた他、側室の譚玉齢を吉岡が暗殺したと証言していたが、没後40年を経て、2007年に出版された同書の完全版[5]で、溥儀は「極東国際軍事裁判で、吉岡安直に罪をなすりつけたと後に反省した」と述べている。
- 溥儀の弟溥傑の日本人妻嵯峨浩は自著『流転の王妃』で、軍と御用掛という身分を笠にきて皇帝をあやつる傲岸不遜な人物と評している。一方で、満洲国崩壊後、一行を守るべく危険を顧みず行動したことを称賛している[6]。
- 吉岡と親しかった山口淑子（李香蘭）は自著の中で「皇帝を尊敬していると口にしていた」、「（吉岡が）皇帝と関東軍の板挟みで苦慮していた」と述べていた。[要出典]
- 溥儀の「自分は満洲国皇帝だというが、ロボットに過ぎないではないか」という不満は、皇帝個人の意のままになる「専制君主」としての理解だったので、それゆえに吉岡ら側近に関東軍や政府首脳は、筧克彦や清水澄といった公法学者を招いて憲法や国法学で立憲君主制（但し外見的立憲主義）の進講をしてもらったりもしたという[7] 。

## 栄典
勲章等
- 1940年（昭和15年）8月15日 - 紀元二千六百年祝典記念章[8]

外国勲章佩用允許
- 1941年（昭和16年）12月9日 - 満洲国：建国神廟創建記念章[9]

## 家族親族
- 弟 向山圭二（陸軍大佐）